# ساسا ناریماسا

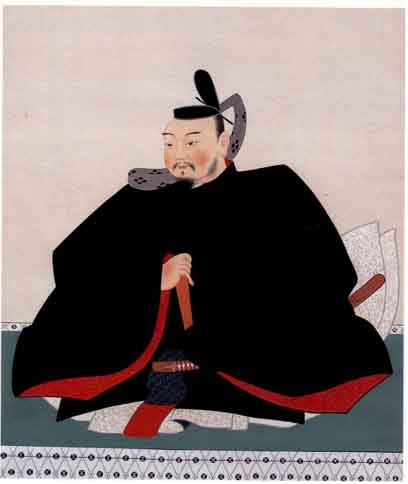
ساسّا ناریماسا

ساسّا ناریماسا (به ژاپنی: 佐々 成政 Sassa Narimasa) یا کورا نو سوکه (به ژاپنی: 内蔵助 Sassa Narimasa) (فوریه ۶، ۱۵۳۶– ۷ ژوئیه، ۱۵۸۸) یک سامورایی ژاپنی در دوره سنگوکو و دوره آزوچی-مومویاما بود. ناریماسا در ناگویا متولد شد (امروزه ناحیه آیچی، آیچی)، ولایت اواری، و در ۱۵۵۰ به خدمت اودا نوبوناگا درآمد و ولایت اتچو به عنوان پاداش برای کمک به شیباتا کاتسوایه در مبارزه با خاندان اوئسوگی به او اعطا شد. پس از مرگ اودا نوبوناگا، در ۱۵۸۴ او به توکوگاوا ایه‌یاسو پیوست و با یکدیگر تلاشی ناموفق در به چالش کشیدن تویوتومی هیده‌یوشی انجام دادند. او به هیده‌یوشی تسلیم شد و زندگی خود را در امان نگاه داشت. در ۱۵۸۷، به او یک ملک اربابی در ولایت هیگو در کیوشو داده شد. با این حال، به دلیل مشکلات در سرکوب شورش‌های محلی، در ۱۵۸۸ او به دستور هیده‌یوشی مجبور به خودکشی هاراکیری شد.